# Kateřina Solaguti
Blahoslavená Kateřina Solaguti byla španělská řeholnice Řádu mercedariánů.

## Život
Byla řeholnicí v klášteře Ježíše a Marie v Orozcu a také jeho první světicí. Vedla život pokory a ctností. Zemřela v pověsti svatosti.
Její svátek je oslavován 1. ledna.